# Le Clan
Pour les articles homonymes, voir Clan (homonymie).
Pour plus de détails, voir Fiche technique et Distribution.
Le Clan est un film français réalisé par Gaël Morel et est sorti en salles en 2004.
Le film raconte en trois parties la vie de trois fils d'un père, veuf et ouvrier. Trois frères à la fois très différents, mais dont l'évolution est totalement solidaire : l'aîné, Christophe, sort assagi de prison alors que Marc, encore rebelle, le considère comme un modèle. Le plus jeune, Olivier, suit passivement Christophe et sa bande, dont Hicham qui est passionné de capoeira.

## Synopsis
Première partie, Marc : pendant l'été, Marc et sa bande traînent entre leurs immeubles et le lac. Depuis la mort de leur mère, Marc est en crise avec son père et Olivier parle avec sa mère morte toutes les nuits pour exprimer ses angoisses. En même temps, après s'être servi de son pote Hicham pour acheter sa drogue, Marc est confronté à ses dealers créanciers.
Deuxième partie, Christophe : pendant l'automne et l'hiver suivant, Christophe rejoint sa famille après sa sortie de prison. Marc est déçu car son frère n'est pas prêt à le venger : Christophe veut se ranger et obtient un emploi dans une entreprise de salaison et de préparation de jambon. Il obtient une promotion et se trouve une petite amie.
Troisième partie, Olivier : un an plus tard, en automne, Olivier et Hicham vivent leur amour en cachette, pendant que le premier aide Marc à se soigner. En voix off, une lettre d'Hicham à Olivier, après leur rupture, accompagne le récit passé de ses journées heureuses.

## Commentaires
Le film a été tourné en octobre alors que les scènes de la première partie se déroulent en été.
Les trois parties du film relèvent chacune de trois genres différents, voulus par le réalisateur : le film sur la crise de l'adolescence, le cinéma social et le mélodrame. Si chacune est centrée sur un des frères, on suit le parcours et les évolutions du reste du clan (les deux autres frères, le père et Hicham).
Le titre d'exploitation en anglais est Three Dancing Slaves (trois esclaves dansant). D'après ce titre, les trois frères seraient liés à leur famille tels des esclaves.

## Fiche technique
- Titre : Le Clan
- Réalisation : Gaël Morel
- Scénario : Gaël Morel et Christophe Honoré
- Production : Sépia Production et Rhône-Alpes Cinéma
- Date de sortie : 16 juin 2004
- Pays :  France
- Genre : drame
- Durée : 90 minutes
- Interdit aux moins de 12 ans

## Distribution
- Nicolas Cazalé : Marc
- Stéphane Rideau : Christophe
- Thomas Dumerchez : Olivier
- Salim Kechiouche : Hicham
- Bruno Lochet : le père
- Vincent Martinez : le « professeur »
- Jackie Berroyer : Robert
- Aure Atika : Émilie
- Olivier Perez : Zora

## Édition
En 2005, le film est édité en DVD par Antiprod, dans la collection Ciné-Gay. En bonus, interview des acteurs et du réalisateur et les deux premières séquences d'un film de Gaël Morel en préparation.